# PIMSYNC
PIMSYNC（ピムシンク）は、複数スケジューラーを自動同期するソフトウェアである。Microsoft Office 365、Microsoft Exchange Server、Lotus Notes/Domino、Googleカレンダー、Salesforce Sales Cloud、サイボウズ ガルーン、ソフトブレーンなど、各製品にそれぞれ登録、管理されているスケジュールや会議室予約などのPIM（Personal Information management/Manager:パーソナル情報管理）情報を各製品間で相互に自動同期し、更新する。

## 名前の由来
カレンダーやスケジューラー上のPIM（Personal Information management/Manager:パーソナル情報管理）を同期（synchronize）することから、PIMSYNC（ピムシンク）と命名された。

## 歴史
- 2008年12月 日本マイクロソフト、ソフトブレーン、アプレッソの3社で、異種混在環境における相互運用性をデータ同期実験をマイクロソフト イノベーション センタにて実施。この実験を元に、アプレッソがPIMSYNCを開発し製品化。
- 2009年5月 PIMSYNC 1.0 出荷開始
- 2010年4月 PIMSYNC 1.3出荷開始
- 2012年4月 PIMSYNC 2.0 出荷開始

## 対応OS
- Microsoft Windows Server 2003, Standard Edition (x86版)(SP1/SP2を含む)
- Microsoft Windows Server 2003, Enterprise Edition (x86版)(SP1/SP2を含む)
- Microsoft Windows Server 2003 R2, Standard Edition (x86版)(SP2を含む)
- Microsoft Windows Server 2003 R2, Enterprise Edition (x86版)(SP2を含む)
- Microsoft Windows Server 2008 Standard (x86版、x64版)(SP1/SP2を含む)
- Microsoft Windows Server 2008 Enterprise (x86版、x64版)(SP1/SP2を含む)
- Microsoft Windows Server 2008 Datacenter (x86版、x64版)(SP1/SP2を含む)
- Microsoft Windows Server 2008 R2, Standard (x64版)
- Microsoft Windows Server 2008 R2, Enterprise (x64版)
- Microsoft Windows Server 2008 R2, Datacenter (x64版)

## 連携製品
- Microsoft Office 365 Exchange Online
- Microsoft Exchange Server 2003/2007/2010
- Lotus Notes/Domino 6.5,7, 8, 8.5
- Google Calendar  ※注：カレンダー連携のみ　Google Appsのカレンダー機能を含む
- eセールスマネージャー Ver.7/ Remix Cloud
- Salesforce Sales Cloud  ※Enterprise Edition以上
- サイボウズ ガルーン 3 ※オプション